# C/1861 G1
C/1861 G1（佘契爾）（英語：C/1861 G1 (Thatcher)）是A.E.佘契爾（A. E. Thatcher）發現的一顆長週期彗星，卡爾·威廉·貝克（Carl Wilhelm Baeker）亦獨立發現，是四月天琴座流星雨的母體。1861年5月5日以最近距離約0.335天文單位（5,010萬公里；3,110萬英里）掠過地球，6月3日到達近日點。
由於尚未觀測到其兩次過近日點，目前被列為非週期彗星，當2283年左右回歸時應會獲得週期彗星編號。

## 觀測歷史
這顆彗星是美國業餘天文學家佘契爾於1861年4月4日晚間（當地時間）在紐約使用11公分望遠鏡發現的。他通知望遠鏡的建造者，並於4月6日晚間（當地時間）用19公分望遠鏡證實了這一發現。在發現當時，這顆彗星 距離太陽仍為1.37個天文單位，距離地球為0.83天文單位，距離兩者越來越近。
這顆彗星在整個四月變得越來越亮，在美國東海岸被廣泛觀測到。第二位獨立發現者是德國瑙恩的製錶師卡爾·威廉·貝克，4月28日，他用肉眼看到了這顆彗星。4月30日，柏林的威廉·朱利斯·福爾斯特也透過自己的觀察證實了這一點，他估計亮度為4或5等。他用雙筒望遠鏡看到了一條3°長的「蒼白而狹窄」的尾巴。
當這顆彗星在5月5日最接近地球時，英國、德國和波蘭已經發布了幾份觀測報告，亮度為2或3等。隨後彗星再次遠離地球，但仍持續靠近太陽。到了月中，尾巴就消失了，幾乎看不見了。5月28日，約翰·弗里德里希·朱利葉斯·施密特最後一次在北半球雅典觀測到這顆彗星。7月31日，彗星在南半球的智利再次被觀測到，兩週後又在開普敦被觀測。9月7日，天文學家在好望角皇家天文台最後一次見到彗星。

## 外部連結
- NASA JPL小天體瀏覽器上的Thatcher